# Dactyleurys
Dactyleurys is een geslacht van kevers uit de familie van de loopkevers (Carabidae). De wetenschappelijke naam van het geslacht is voor het eerst geldig gepubliceerd in 1899 door Tschitscherine.

## Soorten
Het geslacht Dactyleurys is monotypisch en omvat slechts de volgende soort:
- Dactyleurys anomalus Tschitscherine, 1899